# Kineska kaligrafija
Kineska kaligrafija (kineski: 漢字字體) je vrsta kaligrafije, ne samo u kineskoj umjetnosti i kulturi, nego i cijeloj istočnoazijskoj civilizaciji gdje se koristi, ili se koristilo, kinesko pismo. U tim državama (Kina, Japan, Koreja, i u manjoj meri Vijetnam) kaligrafija još uvijek ima visoki položaj u društvenom i umjetničkom životu. 
Dalekoistočna tradicija kaligrafije nastala je i razvila se u Kini, posebno za pisanje kineskih znakova s tušem i kistom. Pored toga što je kaligrafija samostalna umjetnost, također je utjecala na razvoj japanskog sumi-e, koji su rađeni sličnim predmetima i tehnikom. Kineska kaligrafija je također dovela do razvoja mnogih drugih oblika umjetnosti u istočnoj Aziji, uključujući rezbarenja kineskih pečata, slikovitih predmeta i pisarskog kamena, zbog čega je zaštićena kao UNESCO-ova nematerijalna svjetska baština.

## Izrada
Najčešće se za pisanje koriste: kist, štapići tuša, kamen za tuš (pisarski kamen) i papir. Ovi predmeti su u kineskom jeziku poznati kao „četiri dragocijenosti radionice“ (文房四宝), a na korejskom „četiri prijatelja radionice“ (文房四宝).
Prije samog pisanja, dio štapića tuša se nariba i u kamenoj posudi miješa s vodom ili vinom. Čin pisanja je danas najčešće impulzivan što znakove čini teško čitljivim, ali zato utoliko izražajnijim.
Držanje kista ovisi o kaligrafijskom žanru. Za kinesku kaligrafiju kist se drži uspravno između palca i srednjeg prsta. Kažiprst lagano dodiruje gornji dio drške (stabilizajući je), dok su prstenjak i mali prst utureni ispod donjeg dijela drške, dok je dlan prazan. Ova metoda, iako početnicima teška, omogućava veću slobodu kretanja, kontrolu i izvršenje poteza. Za japansku kaligrafiju, kist se drži u desnoj ruci između palca i kažiprsta, slično kao olovka u Zapadu.
Kaligrafski radovi su obično završeni stavljanjem umjetnikova pečata na samom kraju, crvenim tušem. Pečat služi kao potpis, koji govori o autentičnosti djela.
Kaligrafska umjetnička djela u kineskim vrtovima se postavljaju kao okomite pločice u paru ili kao vodoravne pločice. U organiziranju kineskog vrta one su gotovo neizostavne i čine njegov značajan ukrasni element. To su često stihovi iz poznatih pjesama, kojima se naglašava posebnost okoline u koju se stavlja.

## Duhovni značaj
Kineska kaligrafija, kao jedan od najznačajnijih oblika umjetnosti u Kini, odrana se počela dijeliti na nekoliko stilova. Kaligrafi tradicionalnim kretnjama žele zabilježiti energiju svijeta prirode (chi) i pisaljkom (kistom) se koriste kao produžetkom ljudskog tijela, oruđem za oslobađanje tih sila. Oblikovanje svakog pojedinog znaka prelazi granice pukog grafičkog značenja, pretvarajući znak u samodostatan čisti oblik, čime umjetnik-kaligraf postiže changli, stalno načelo prisutno u svim prirodnim bićima.
Kaligrafsko se umijeće temelji na vjerovanju da je umjentičko izražavanje neposredan, naoko spontan čin, premda u biti zahtijeva mnogo razmišljanja i unutarnje pripreme. Ovaj način razmišljanja je potaknut chan (japanski zen) budizmom koji se oslanja na načelo prosvijetljenja i drevne taoističke teorije koje govore o intuitivnoj spoznaji kao biti enomenološkog svijeta. Tako je kineska kaligrafija u kineskoj umjetnosti vrhunac u oslobađanju umjetnikovih osjećaja, iako ima jako stroga pravila oblikovanja.
- Preslik na kamen kaligrafskog djela 九成宮醴泉銘 Ouyanga Xuna iz 632. god.
- Zhang Xu, primjer tzv. stila trave iz dinastije Tang, 8. st.
- Jadikovka za plemenitu Saichō (哭最澄上人), djelo japanskog cara Saga iz 9. st.
- Mi Fu, kineska kaligrafija stila Xinshu iz razdoblja dinastije Song (1051.-1108.)
- Detalj djela „Uvod za pjesme skladane u paviljonu orhideja” Wanga Xizhija (303.-361.), visina 24,5 cm, Muzej palače, Peking

## Poveznice
- Kineska umjetnost
- Japanska umjetnost